# Wasensee
Wasensee är en sjö i Österrike.   Den ligger i förbundslandet Tyrolen, i den västra delen av landet, 500 km väster om huvudstaden Wien. Wasensee ligger 2 405 meter över havet. Den högsta punkten i närheten är Kegelkopf, 2 837 meter över havet, 1,2 km nordost om Wasensee.
Trakten runt Wasensee består i huvudsak av gräsmarker. Runt Wasensee är det ganska glesbefolkat, med 27 invånare per kvadratkilometer.